# Los Vélez
Die Comarca de los Vélez ist eine der 7 Comarcas in der Provinz Almería. Sie wurde, wie alle Comarcas in der Autonomen Gemeinschaft Andalusien, mit Wirkung zum 28. März 2003 eingerichtet.
Die Comarca umfasst 4 Gemeinden mit einer Fläche von 1.145,46 km² und dem Hauptort Vélez-Rubio.

## Lage
|                 |                                             | Region Murcia      |
| Provinz Granada | Kompassrose, die auf Nachbargemeinden zeigt |                    |
|                 | Valle del Almanzora                         | Levante Almeriense |

## Gemeinden
| Gemeinde          | Einwohner (2024) | Fläche km² | Dichte Einw./km² | Cod INE | Postleitzahl              |
| ----------------- | ---------------- | ---------- | ---------------- | ------- | ------------------------- |
| Chirivel          | 1.567            | 196,56     | 8                | 04037   | 04825                     |
| María             | 1.195            | 225,63     | 5                | 04063   | 04838                     |
| Vélez-Blanco      | 1.933            | 441,31     | 4                | 04098   | 04830                     |
| Vélez-Rubio       | 6.613            | 281,96     | 23               | 04099   | 04692, 04820, 04826-04829 |
| Comarca Los Vélez | 11.308           | 1.145,46   | 10               | –       | –                         |

## Nachweise
1. ↑  Instituto Nacional de Estadística Municipal Register of Spain
2. ↑  Orden de 14 de marzo de 2003, por la que se aprueba el mapa de comarcas de Andalucía a efectos de la planificación de la oferta turística y deportiva, Boletín Oficial de la Junta de Andalucía (Amtsblatt der Regierung von Andalusien), Nr. 59 vom 27. März 2003, S. 6248